# 社交梳理

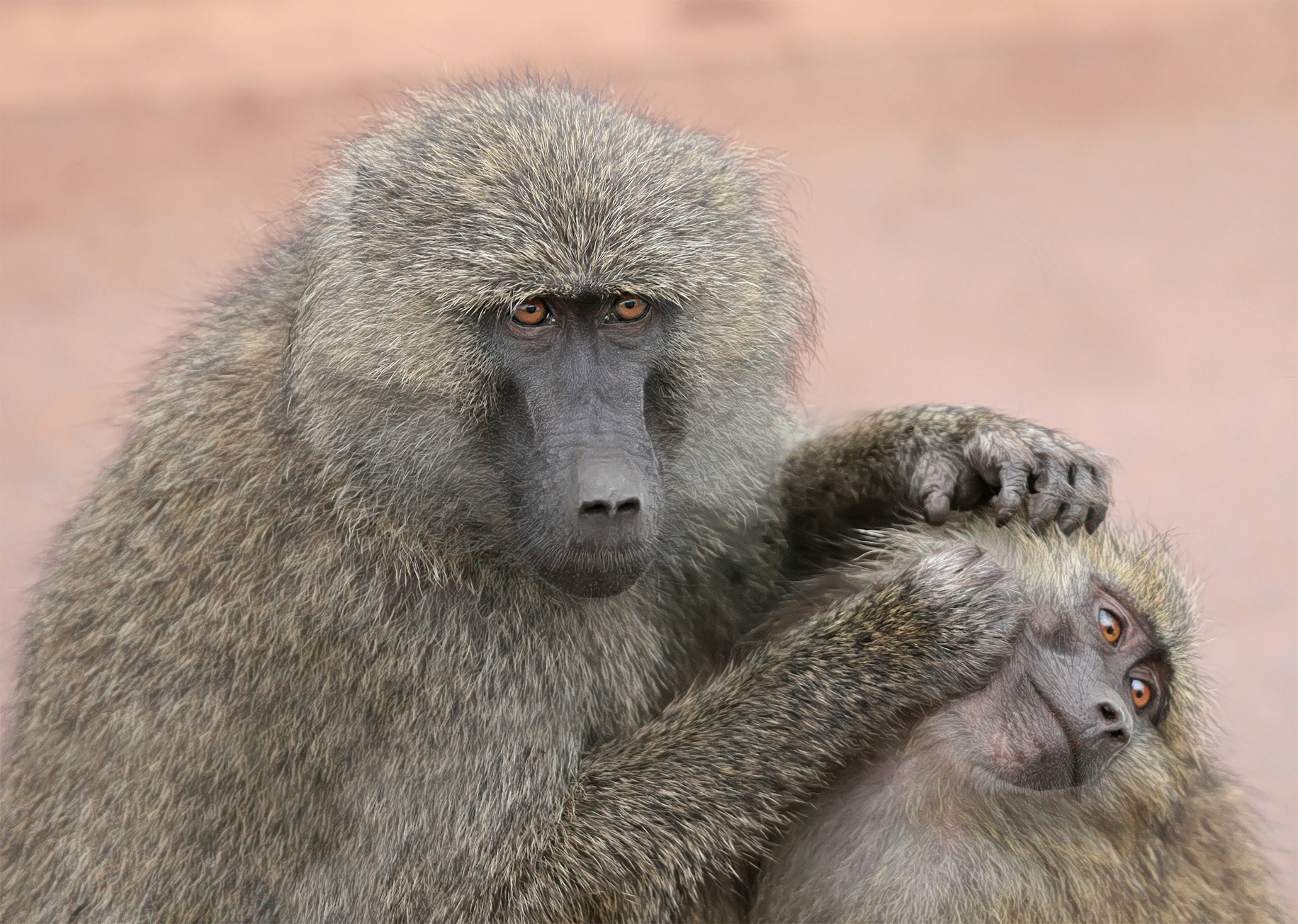
一隻成年東非狒狒為一隻幼年東非狒狒理毛。

社交梳理（英語：Social grooming）是一種包括人類在內的社會性動物清潔或維護彼此身體或外表的行為。 相關術語 allogrooming 表示同一物種成員之間的社交梳理。 梳理毛髮是一項主要的社會性活動，也是生活在附近的動物可以聯繫和加強社會結構、家庭聯繫和建立友誼的一種方式。 在某些物種中，社交梳理也被用作解決衝突、母性行為和和解的一種手段。 相互梳理（英語：Mutual grooming）通常描述兩個個體之間的梳理行為，通常作為社交梳理、繁殖對連結（英語：Pair bond）或性交前活動的一部分。